# Winter waters
Winter waters, met de subtitel Tragic landscape, is een compositie van Arnold Bax voor piano solo.
Bax voltooide het werk op 5 september 1915, maar tekende na die datering direct enkele wijzigingen aan. Het sombere werk in f mineur zou volgens diverse volgers van Bax’ muziek beïnvloed zijn door het (de) slagveld(-en) van de Eerste Wereldoorlog. Het werk werd pas in 1918 uitgegeven. Het moet gespeeld worden in een gematigd tempo (moderate measure) en dreigend (threatening in mood). Winter waters werd door Lyrita vergeleken met werk van Gustav Holst (Egdon Heath) en Jean Sibelius (Tapiola).
Vermoedelijk heeft de pianist Arthur Alexander, aan wie Bax het werk opdroeg, het werk al gespeeld in de tijd dat de Eerste Wereldoorlog in volle gang was. De eerstbekende uitvoering vond plaats op 6 juni 1919 door Harriet Cohen, muze van Bax, tijdens een concert in de Aeolian Hall (aldus Naxos-uitgave).
Winter waters is in 2017 in drie versies te koop:
- uitgave Lyrita: Iris Loveridge in een opname uit 1964
- uitgave Chandos: Erik Parkin in een opname uit 1985
- uitgave Naxos: Ashley Wass in een opname uit 2004